# Happy Xmas (War Is Over)
„Happy Xmas (War Is Over)“ („Šťastné Vánoce (Válka skončila)“) je píseň skupiny Plastic Ono Band z roku 1971. Jejími autory jsou John Lennon a Yoko Ono a produkoval ji Phil Spector.
Melodie je napsána v šestiosminovém taktu a vychází z americké (tzv. kovbojské) verze původně anglické lidové písně „Stewball“. Text obsahuje výzvu k míru a rasové toleranci a navazuje na akci z prosince 1969, kdy John Lennon a Yoko Ono na protest proti válce ve Vietnamu nechali na billboardy ve světových velkoměstech umístit text „WAR IS OVER! If You Want It – Happy Christmas from John & Yoko“ („Válka skončí, když to budete chtít – Šťastné Vánoce od Johna a Yoko“).
Píseň byla nahrána v říjnu 1971 v Record Plant Studios v New Yorku. Lennon a Ono ji nazpívali s dětským sborem The Harlem Community Choir, doprovázeli je hudebníci Nicky Hopkins, Stuart Scharf, Hugh McCracken a Jim Keltner. Nahrávka obsahuje také vánoční pozdravy dětem interpretů Julianovi a Kjóko.
Skladba vyšla v USA 1. prosince 1971 u značky Apple Records jako singl s písní Yoko Ono „Listen, the Snow Is Falling“ na B straně. Deska je vylisována na průsvitném zeleném vinylu, autorem fotografie na obalu je Iain Macmillan. Zpočátku patřila k méně úspěšným Lennonovým písním (36. místo na žebříčku časopisu Cashbox). Ve Velké Británii vyšla „Happy Xmas (War Is Over)“ 24. listopadu 1972 a dostala se na čtvrté místo hitparády podle Official Charts Company. Ještě větší ohlas zaznamenala v prosinci 1980, kdy se stal Lennon obětí atentátu: umístila se na druhé příčce britské hitparády. Skladba se stala vánoční klasikou, v anketě televize ITV o nejoblíbenější britskou vánoční píseň skončila na desátém místě. V Dánsku a Itálii je „Happy Xmas (War Is Over)“ platinovou deskou. Vzniklo také množství coververzí – ty nejúspěšnější vydali Sarah McLachlan, Neil Diamond, The Fray, Johnny Logan, Carly Simon, Laura Pausini a John Legend. V češtině ji nazpívali Jiří Korn a Pavla Forstová pod názvem „To k vánocům patří“ a Iveta Bartošová s Tomášem Savkou jako „Šťastné svátky“.